# گروه منیتو

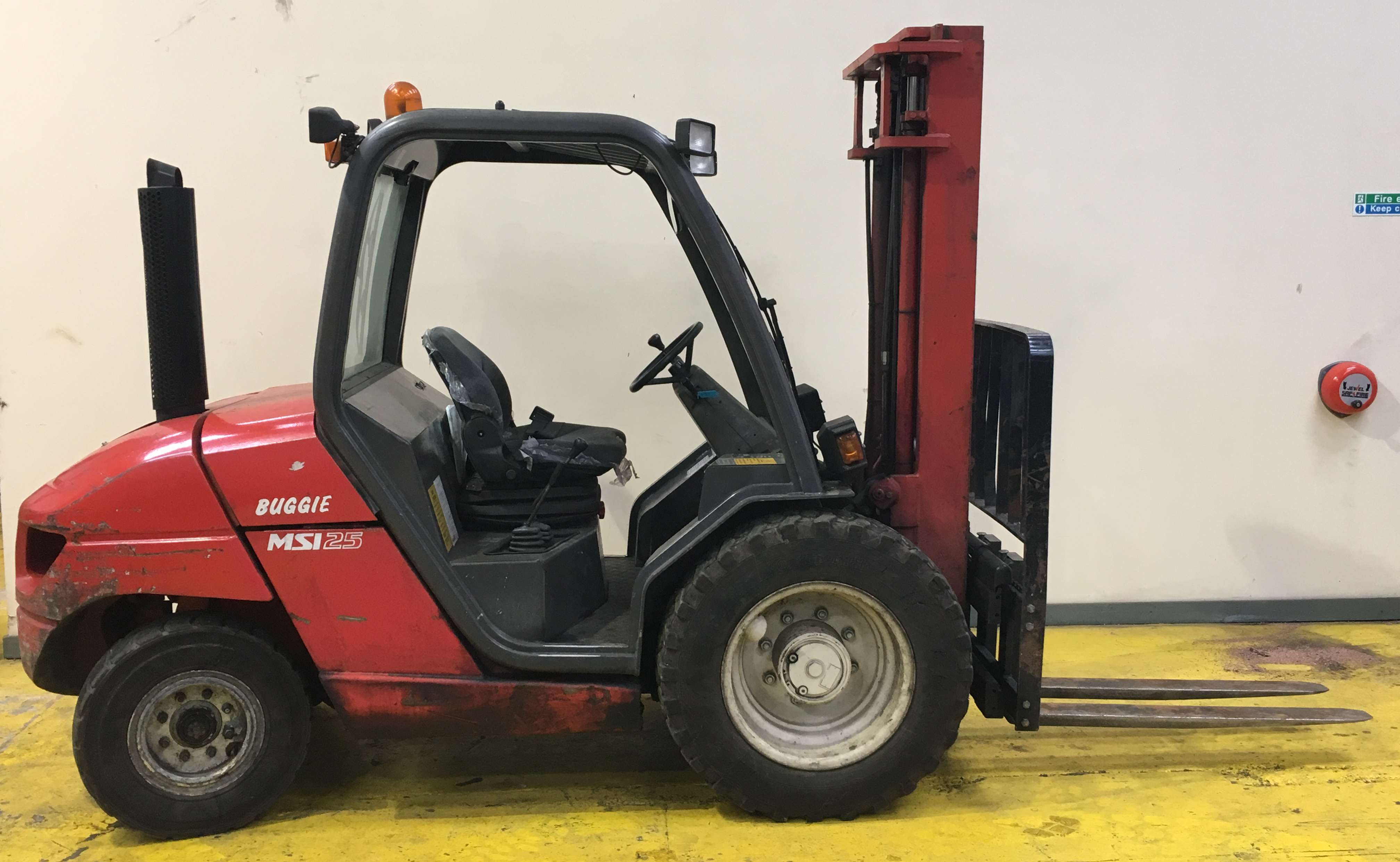
لیفتراک تولید منیتو

گروه مَنیتُو، شرکتی فرانسوی است که لیفتراک، بالابر متحرک و تجهیزات سنگین را تولید می‌کند. منیتو در فرانسه در سال ۱۹۵۷ آغاز به فعالیت کرد، زمانی که مارسل براود نخستین لیفتراک برای به‌کارگیری در زمین‌های ناهموار طراحی کرد. دفتر مرکزی آن در انسینیس قرار دارد.